# Emlyn Ngai
Emlyn Ngai ist ein kanadischer Geiger und Musikpädagoge.

## Leben
Ngai studierte an der McGill University, am Oberlin College Conservatory und an der Hartt School. Zu seinen Lehrern zählten Frona Colquhoun, Sydney Humphreys, Thomas Williams, Eugene Drucker, Philip Setzer und Marilyn McDonald. Beim Locatelli-Wettbewerb 1995 in Amsterdam gewann er den Ersten Preis im Fach Barockvioline.
Als Mitglied des Adaskin String Trio (mit Steve Larson und Mark Fraser) gab er Konzerte in Kanada und den USA, u. a. der Merkin Concert Hall, dem Pittsburgh's Frick Art and Historical Center und beim Ottawa International Chamber Music Festival. Er ist Konzertmeister des in Philadelphia beheimateten Barockorchesters Tempest di Mare und Erster Geiger der Tempest di Mare Chamber Players, stellvertretender Konzertmeister des  Carmel Bach Festival Orchestra und Erster Geiger des Carmel Festival Quartet. Als Kammermusiker trat er zudem mit Ensembles wie Apollo's Fire, den Boston Baroque Players, den Smithsonian Chamber Players, dem Ensemble Tafelmusik und dem Washington Bach Consort auf. Er unterrichtete an der Boston University, der McGill University und am Mount Holyoke College und ist Lehrer für moderne und Barockvioline, Kammermusik und historische Aufführungspraxis an der Hartt School, stellvertretender Leiter für Kammermusik sowie Co-Direktor des Hartt School Collegium Musicum.